# Coequosa castaneus
Coequosa castaneus är en fjärilsart som beskrevs av Perry. Coequosa castaneus ingår i släktet Coequosa och familjen svärmare. Inga underarter finns listade i Catalogue of Life.